# 남원중학교 (전북)
남원중학교(南原中學校)는 대한민국 전북특별자치도 남원시 향교동에 있는 공립 중학교이다.

## 학교 연혁
- 1946년 11월 22일 : 남원읍 쌍교리 임시교사에서 개교
- 1951년 8월 31일 : 학제 개편으로 12학급 인가
- 1951년 9월 1일 : 남원읍 하정리 임시교사로 이전
- 1957년 4월 10일 : 현재 교사로 이전
- 1974년 1월 23일 : 24학급 증설 인가
- 1976년 3월 23일 : 남원고등학교와 분리
- 2023년 3월 1일 : 제32대 이진희 교장 부임
- 2024년 2월 8일 : 제77회 133명 졸업(총 인원 21,115명 졸업)

## 참고 자료
- 남원중학교 - 한국교육학술정보원 학교알리미